# Петраки (Саратовская область)
Петраки — село в Озинском районе Саратовской области, в составе сельского поселения Первоцелинное муниципальное образование. 

## География
Село расположено чуть выше пруда Петровский, из которого берёт начало река Сухой Камышлак, примерно в 46 км по прямой в северном направлении от районного центра посёлка Озинки (64 км по автодорогам).

## История
Деревня Петраковка упоминается в Списке населённых мест Самарской губернии 1910 года. Согласно Списку в деревне Петраковка Нижне-Покровской волости Николаевского уезда проживало 554 мужчины и 590 женщин, бывшие государственные крестьяне, переселенцы, малороссы, православные. Земельный надел составлял 2832 десятины удобной и 944 десятины неудобной земли.

## Население
Динамика численности населения по годам:
| Годы      | 1910 | 2002 |
| --------- | ---- | ---- |
| Население | 1134 | 170  |

| 2002 | 2010 |
| ---- | ---- |
| 171  | ↘46  |